# 博尔戈塞西亚
博尔戈塞西亚（意大利语：Borgosesia），是意大利北部皮埃蒙特大区韦尔切利省的一个市镇。人口13336(2010年12月31日)。